# Sagrado
Sagrado (vollständiger Name: Sagrado d’Isonzo; Sagrât auf Furlanisch; Zagraj auf Slowenisch) ist eine Gemeinde mit 2124 Einwohnern (Stand 31. Dezember 2023) in der norditalienischen Region Friaul-Julisch Venetien.

## Geografie
Sagrado liegt am linken Ufer des Flusses Isonzo am Fuße des Monte San Michele auf dem Karst und umfasst vier Ortsteile: Peteano, Poggio Terza Armata (veraltet: Sdraussina/Sdraučina), San Martino del Carso (slow. Vrk), Stazione Gradisca-San Martino. Nachbargemeinden sind Doberdò del Lago, Farra d’Isonzo, Fogliano Redipuglia, Gradisca d’Isonzo und Savogna d’Isonzo.

## Geschichte
Der Monte San Michele (275 m s.l.m.) war im Ersten Weltkrieg ein schwer umkämpfter Hügel an der Isonzofront. Am 7. August 1916 gelang es italienischen Truppen im Laufe der Sechsten Isonzoschlacht nach wiederholten Versuchen die Erhebung einzunehmen. Die in den Karstfelsen gesprengten Kasematten sind noch vorhanden, museal aufbereitet worden und können besichtigt werden, so die General-Lukacich-Höhle, der Schönburg-Tunnel und die Galleria della Terza Armata. Unterhalb eines Vorsprungs, von dem aus die österreichisch-ungarischen Truppen das Isonzo-Tal und die Stadt Görz kontrollierten, lag der Schützengraben der ersten Frontlinie der Italiener, gegen den am Morgen des 29. Juni 1916 ein Gasangriff erfolgte, dem rund 7000 Italiener zum Opfer fielen und 2500 sofort das Leben kostete.
Der Ortsteil Poggio Terza Armata (übersetzt „Stützpunkt 3. Armee“) liegt im Osten von Sagrado in einem engen flachen Streifen zwischen dem Isonzo und dem Karst unterhalb vom Monte San Michele. Bis nach dem Ersten Weltkrieg hieß der Ort noch Sdraussina bzw. Sdraučina, was auf slawisch-keltische Wurzeln deutet. Umbenannt wurde er während des Faschismus zum Gedenken an das während der Isonzoschlachten hier liegende Hauptquartier der italienischen 3. Armee.
San Martino del Carso ist ein Dorf auf dem Karstplateau, das während der Kampfhandlungen stark beschädigt wurde. Die völlig zerstörte Kirche wurde 1925 an derselben Stelle wiedererrichtet.
Im Ortsteil Peteano verübten Rechtsterroristen der Organisation Ordine Nuovo am 31. Mai 1972 einen Autobombenanschlag, bei dem drei Carabinieri starben. Die Ermittlungsbehörden verdächtigten zunächst die linksradikale Gruppe Lotta Continua, während sie Hinweise auf rechtsextreme Täter ignorierten. Erst 1984 bekannte sich der Neofaschist Vincenzo Vinciguerra zur Täterschaft. Dabei berichtete er auch von Verbindungen zwischen Ordine Nuovo und dem italienischen Militärgeheimdienst SID, was zur späteren Aufdeckung des Gladio-Netzwerks beitrug.

## Trivia
Der Monte San Michele wird namentlich erwähnt im Gedicht Sono una creatura des italienischen Dichters Giuseppe Ungaretti, der als Soldat hier kämpfte. Ein weiteres Gedicht von ihm ist nach dem Ort San Martino del Carso benannt.

## Partnerschaften
Mit den Städten Branik in Slowenien und Győrság in Ungarn besteht eine Städtepartnerschaft. Ebenso besteht eine Partnerschaft mit der Gemeinde Poggersdorf in Kärnten.

## Söhne und Töchter der Gemeinde
- Giuseppe Sabadini (* 1949), Fußballspieler und -trainer